# Albert-László Barabási
Dans le nom hongrois Barabási Albert-László, le nom de famille précède le prénom, mais cet article utilise l’ordre habituel en français Albert-László Barabási, où le prénom précède le nom.
Albert-László Barabási, né le 30 mars 1967 à Cârța en Roumanie, est un physicien connu surtout pour ses travaux sur la théorie des réseaux.

## Biographie
Albert-László Barabási naît dans une famille de Sicules appartenant à la communauté des Hongrois de Roumanie en Transylvanie. Son père László, est directeur de musée et sa mère Katalin Keresztes enseigne la littérature puis devient directrice d'un théâtre pour enfants Au lycée il choisit la filière science et mathématiques et gagne un Olympiade de la physique.
De 1986 à 1989, il étudie la physique et l'ingénierie à l'université de Bucarest. Pendant cette période il commence des recherches sur la théorie du chaos, en publiant 3 articles.
En 1989 Albert-László Barabási émigre avec son père en Hongrie. En 1991, il obtient un master de l'Université Loránd Eötvös de Budapest, puis obtient en 1994 un doctorat en physique de l'université de Boston, préparé sous a direction de Harry Eugene Stanley.

## Carrière académique

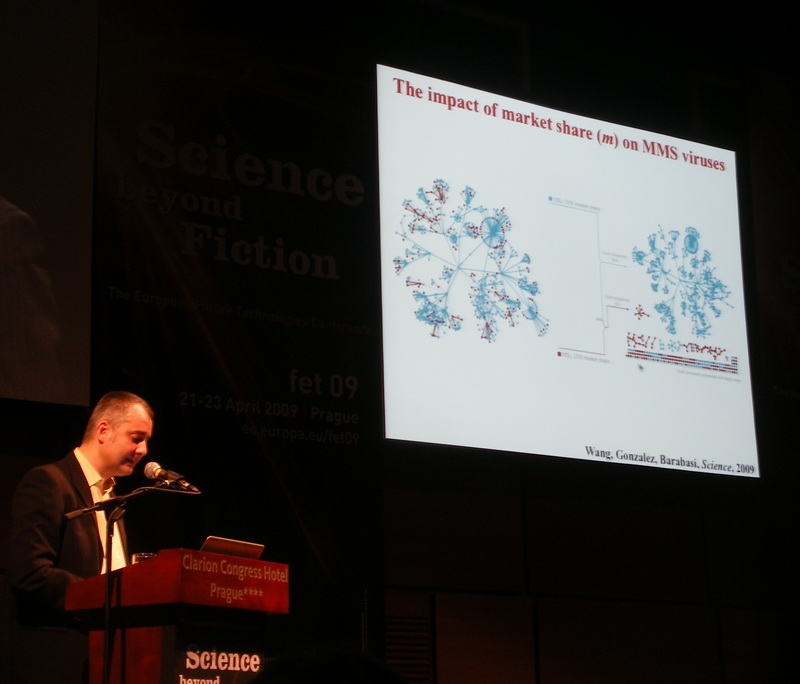
Albert-László Barabási

Il est l’ancien professeur titulaire de la chaire Emil T. Hofmann à l’université Notre-Dame-du-Lac et l’actuel professeur distingue et directeur du Centre pour la Recherche sur les Réseaux Complexes (CCNR) de l'université du Nord-Est et membre associé du Centre de la biologie des systèmes cancéreux de l’Institut du cancer Dana Farber de l’université Harvard.
En 1999 il introduit le concept des réseaux invariants d'échelle (scale-free networks) et propose le modèle de Barabási-Albert pour expliquer leur émergence et leur omniprésence dans les systèmes naturels, technologiques et sociaux du téléphone mobile au World Wide Web ou aux communautés virtuelles.
En 2018, il publie un livre où il explore  les lois universelles du succès 

## Publications
- Albert-László Barabási, Bursts: The Hidden Pattern Behind Everything We Do, 29 avril 2010 (ISBN 0-525-95160-1)
- Albert-László Barabási, Linked: How Everything Is Connected to Everything Else and What it Means for Business, Science, and Everyday Life, 2002 (ISBN 0-452-28439-2)
- Albert-László Barabási et Réka Albert, Emergence of scaling in random networks, Science, 286:509-512,, 15 octobre 1999 (lire en ligne)
- Albert-László Barabási et Zoltán Oltvai, Network Biology, Nature Reviews Genetics (en) 5, 101-113, 2004
- Albert-László Barabási, Mark Newman et Duncan J. Watts, The Structure and Dynamics of Networks, 2006 (ISBN 0-691-11357-2)
- Albert-László Barabási, The Formula: The Universal Laws of Success, Little, Brown and Company, 2018 (ISBN 978-0316505499)